# Fell in Love with a Girl
«Fell in Love with a Girl» es una canción interpretada por la banda estadounidense The White Stripes. En 2002, fue lanzada como el segundo sencillo de su álbum White Blood Cells.

## Video musical
El video musical de la canción fue realizado usando animación con LEGO. Fue dirigido por Michel Gondry. El video inicia con un niño jugando con bloques de LEGO. Después, los LEGO empiezan a tomar forma y se ven animaciones de los miembros de The White Stripes tocando. El video usa colores rojo, azul, blanco y negro principalmente.

## Listado de canciones
Sencillo en CD
1. «Fell in Love with a Girl»
2. «Let's Shake Hands»
3. «Lafayette Blues»

Sencillo británico
1. «Fell in Love with a Girl»
2. «Love Sick» (en vivo, versión de Bob Dylan)
3. «I Just Don't Know What to Do with Myself» (en vivo)

Sencillo de 7 pulgadas
1. «Fell in Love with a Girl»
2. «I Just Don't Know What to Do with Myself» (en vivo)

## Listas de popularidad
| Lista (2002)                             | Posición más alta |
| ---------------------------------------- | ----------------- |
| Billboard Alternative Songs              | 12                |
| Billboard Bubbling Under Hot 100 Singles | 21                |
| UK Singles Chart                         | 21                |

## Versiones
Varios artistas han realizado versiones de «Fell in Love with a Girl». Richard Cheese hizo una versión para su álbum de 2002 Tuxicity. Asimismo, "Weird Al" Yankovic incluyó la canción en «Angry White Boy Polka» para su álbum de 2003 Poodle Hat.

### Versión de Joss Stone
En 2003, la cantante inglesa Joss Stone realizó una versión titulada «Fell in Love with a Boy». En 2004, fue lanzada como el primer sencillo de su álbum debut The Soul Sessions.

#### Listado de canciones
| Sencillo en CD (Reino Unido) |                                            |          |  |
| N.º                          | Título                                     | Duración |  |
| 1.                           | «Fell in Love with a Boy» (versión radial) | 2:25     |  |
| 2.                           | «Victim of a Foolish Heart» (en vivo)      | 6:25     |  |

| Sencillo en CD (Europa) |                                              |          |  |
| N.º                     | Título                                       | Duración |  |
| 1.                      | «Fell in Love with a Boy» (versión radial)   | 2:25     |  |
| 2.                      | «Victim of a Foolish Heart» (en vivo)        | 6:25     |  |
| 3.                      | «Fell in Love with a Boy» (versión acústica) | 3:30     |  |

| Sencillo de 7 pulgadas (Reino Unido) |                                            |          |  |
| N.º                                  | Título                                     | Duración |  |
| 1.                                   | «Fell in Love with a Boy» (versión radial) | 2:25     |  |
| 2.                                   | «Super Duper Love»                         | 4:20     |  |

| Sencillo promocional (CD) |                                            |          |  |
| N.º                       | Título                                     | Duración |  |
| 1.                        | «Fell in Love with a Boy» (versión radial) | 2:25     |  |

#### Personal
- Joss Stone - vocalista
- Angie Stone - vocalista secundaria
- Betty Wright - vocalista secundaria
- Questlove - batería
- Captain Kirk Douglas - guitarra
- Adam Blackstone - bajo eléctrico
- James Poyser - teclado
- Kamal Gray - Teclado

#### Listas de popularidad
| Lista (2004)                      | Posición más alta |
| --------------------------------- | ----------------- |
| Irish Singles Chart               | 46                |
| Listas musicales de Alemania      | 66                |
| Listas musicales de Italia        | 36                |
| Listas musicales de Nueva Zelanda | 23                |
| Single Top 100 (Países Bajos)     | 80                |
| UK Singles Chart                  | 18                |
| Ultratop 40 (Valonia)             | 17                |
| Ultratop 50 (Flandes)             | 16                |

### Otras versiones
- Richard Cheese grabó una versión lounge del tema en su álbum Toxicity.